# The Scarlet Claw
The Scarlet Claw  este un film de mister din 1944 regizat de Roy William Neill, cu Basil Rathbone în rolul lui Sherlock Holmes și Nigel Bruce ca Dr. Watson, al optulea din cele paisprezece astfel de filme în care a fost implicată perechea de actori.

## Distribuție
- Basil Rathbone - Sherlock Holmes
- Nigel Bruce - Dr. John Watson
- Gerald Hamer - Alistair Ramson
- Paul Cavanagh - William, Lord Penrose
- Arthur Hohl - Emile Journet
- Kay Harding - Marie Journet
- Miles Mander - Judge Brisson
- David Clyde - Sergeant Thompson
- Ian Wolfe -  Drake
- Victoria Horne - Nora
- Gertrude Astor - Lady Lillian Gentry Penrose